# Антропов, Анатолий Петрович
Анатолий Петрович Антропов (21 мая [3 июня] 1906, Москва — 19 мая 1982, Москва) — советский скульптор.

## Биография
Анатолий Антропов родился 21 мая (3 июня) 1906 года в Москве. В 1930—1931 годах учился в ИНПИИ у А. Т. Матвеева. В 1932 году вступил в Союз художников СССР. С 1932 года принимал участие в художественных выставках. Жил и работал в Москве.
Во время Великой Отечественной войны служил в 268 отдельном автотранспортном батальоне 6 танковой армии. Награждён медалью «За боевые заслуги».

## Творчество
В 1936 году выполнил гипсовый бюст Ромена Роллана, который был выпущен в массовом тираже. В 1939 году принимал участие в конкурсе проектов памятника Максиму Горькому в Москве. В 1939 году совместно с Н. Л. Штаммом выполнил скульптуры «Текстильщица и хлопкороб», «Чабан», «Узбек и узбечка» для главного павильона ВСХВ.
Автор четырёх цементных скульптур на спортивные темы, установленных в 1934 году на стадионе «Динамо» в Казани. По проекту Антропова был выполнен цементный памятник В. В. Куйбышеву, установленный на заводе им. Куйбышева в Коломне. В 1947 году выполнил памятник на братской могиле в Солнечногорске. В 1954 году в Златоусте был открыт памятник П. П. Аносову, выполненный А. П. Антроповым совместно с Н. Л. Штаммом. В 1960-х годах Антропов выполнил надгробия Куляш Байсеитовой, Канышу Сатпаеву и Мукану Тулебаеву на Центральном кладбище Алма-Аты.
Принимал участие в создании памятника Юрию Долгорукому в Москве (1954), скульптуры «Колхозница и механизатор» на арке главного входа ВДНХ (1954), двух фигур на павильоне ««Механизация и электрификация» (1954). В 1960 году совместно с С. Л. Рабиновичем и Н. Л. Штаммом выполнил памятник жертвам Ленского расстрела в Бодайбо.
Среди других работ Антропова, «Женская фигура» (гипс, 1955), «М. Ю. Лермонтов» (гипс, 1958), «Защитники города» (гипс тонированный, 1960), фигура «А. М. Горький» (чугун, 1963), «Портрет Ким-Ин-Хо» (1969, гипс), «Партизан на лошади» (металл), «Портрет ветерана Отечественной войны» (гипс тонированный).

Работы
Памятник на братской могиле в Солнечногорске
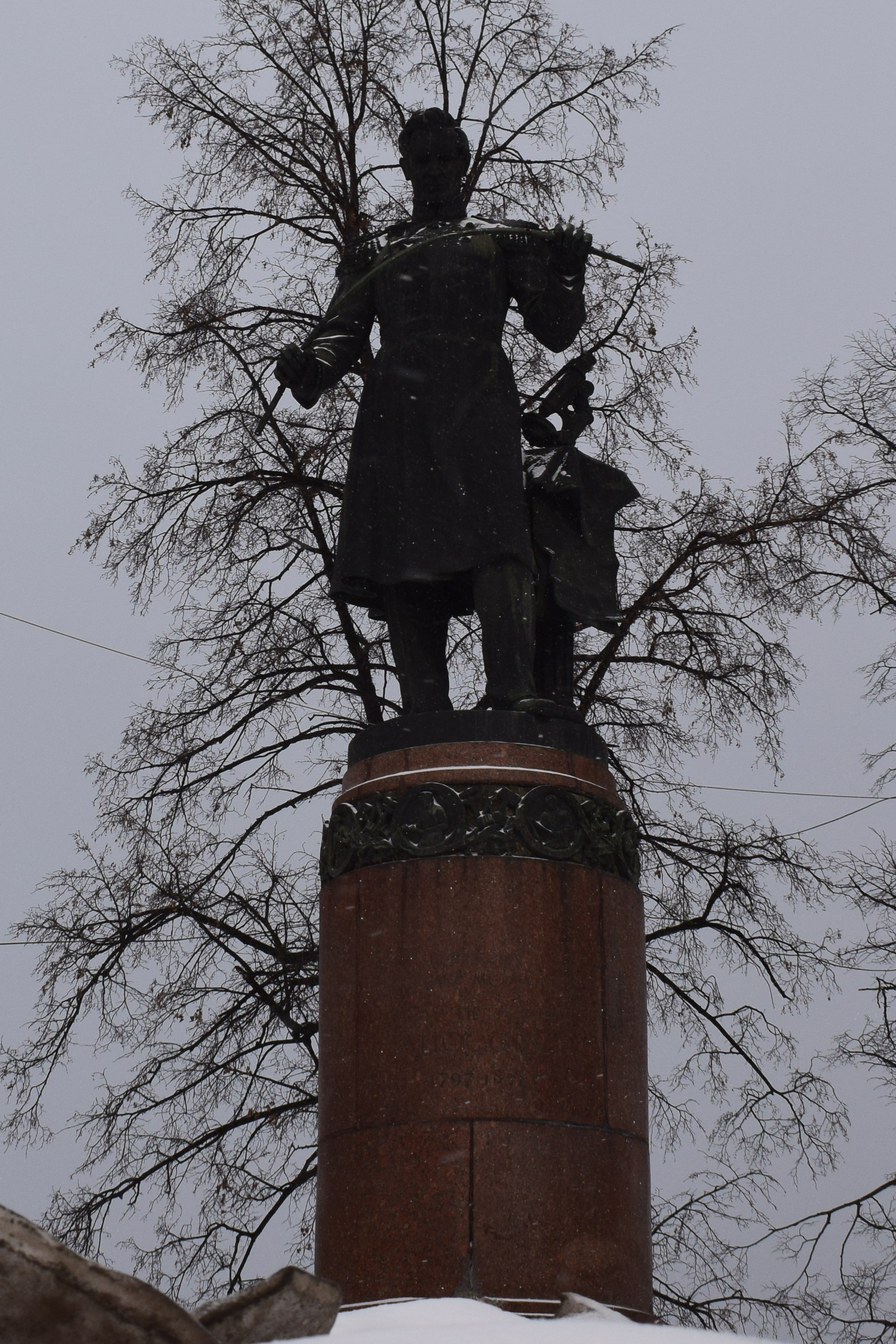
Памятник П. П. Аносову
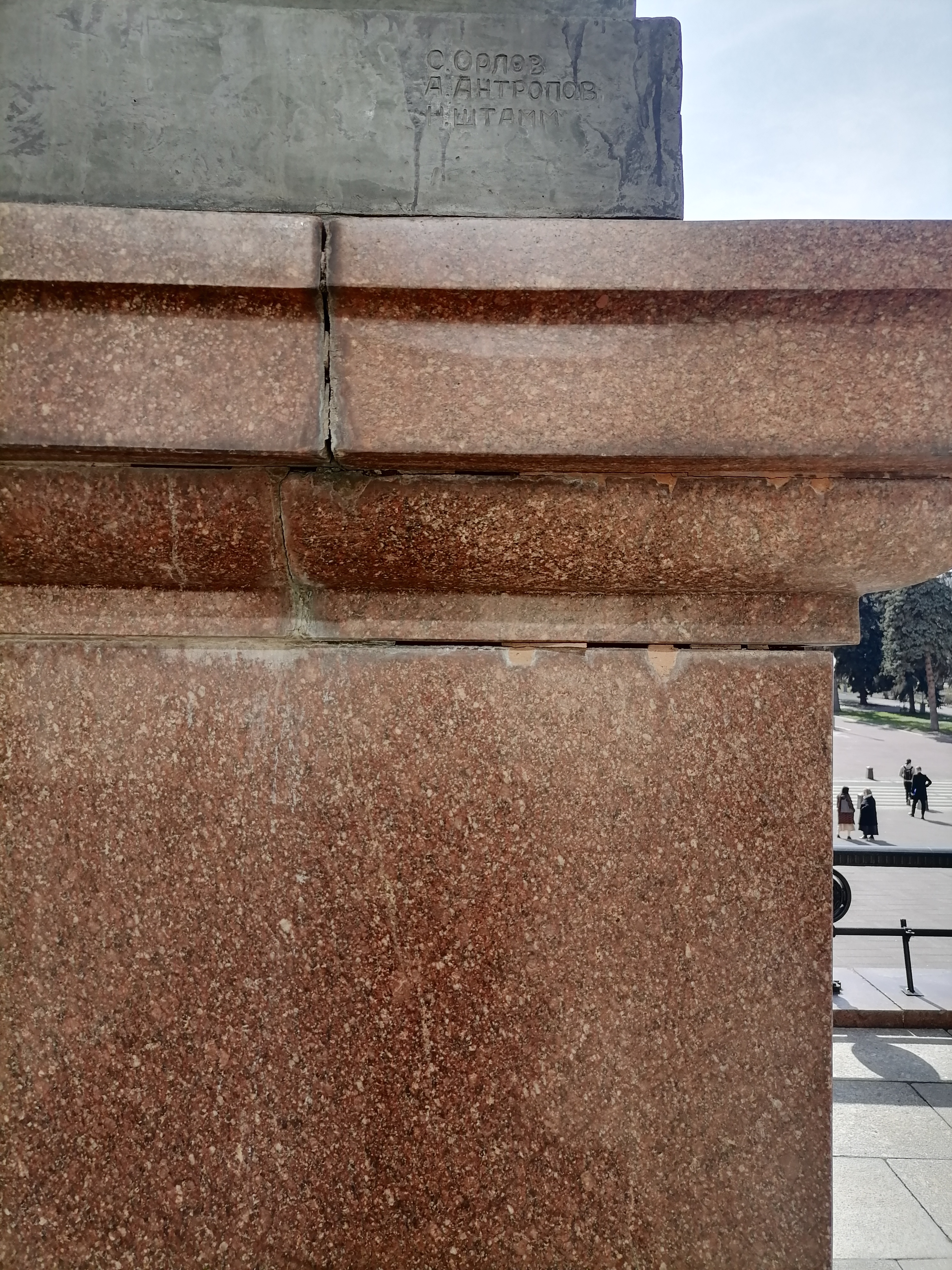
Авторский указатель на скульптуре Главного здания МГУ